# Good Favour
Good Favour er en dansk film fra 2017 og den blev instrueret af Rebecca Daly.

## Medvirkende
- Vincent Romeo som Tom
- Marie-Louise Coninck som Sophia
- Alexandre Willaume-Jantzen som Hans
- Clara Rugaard som Shosanna
- Baard Owe som Peter
- Lars Brygmann som Mikkel
- Victoria Mayer som Maria
- Helena Coppejans som Anne